# Пхунмуль

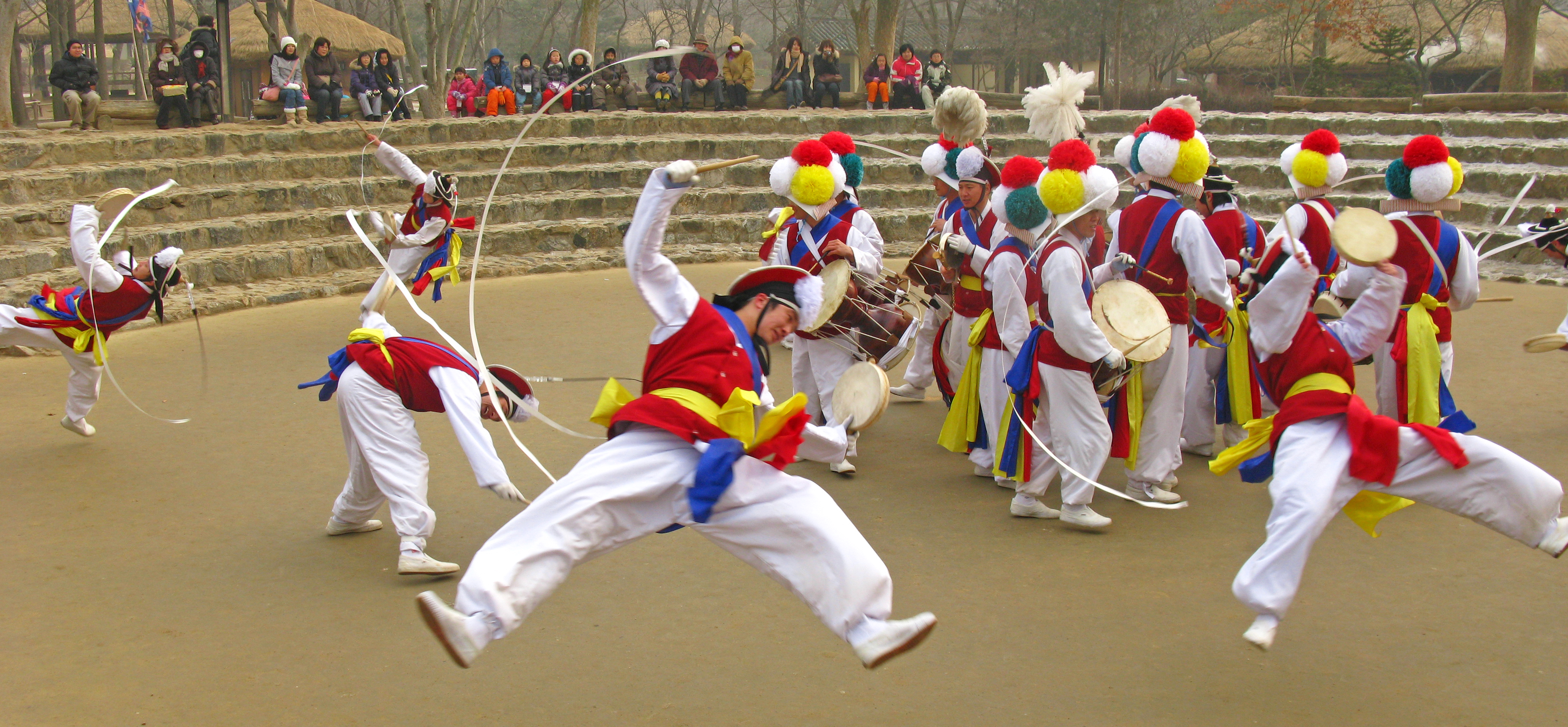
Пхунмуль — це народна традиція, яка пронизана музикою, танцями, театром і виставами.

Пхунмуль (кор.: хангиль: 풍물, ханча: 風物; IPA: [pʰuːŋmul]) — корейська народна музична традиція, яка включає гру на барабанах, танці та спів. Більшість виступів відбувається на вулиці, де десятки учасників постійно рухаються. Пхунмуль сягає корінням у культуру тривалого (колективної праці) землеробства. Спочатку його виконували під час сільськогосподарських робіт, на сільських святах, на інших заходах, пов'язаних із розбудовою сільської громади, і супроводжували шаманські ритуали, драми з танцями в масках та інші види вистав. Наприкінці 1960-х і 1970-х років він розширився у значенні та активно використовувався в політичних протестах під час продемократичного руху, хоча сьогодні він найчастіше розглядається як театральне мистецтво.
Старі вчені часто описують цю традицію як нонак (Корейською: [noŋak]), термін, що означає «музику фермерів», використання якої виникло в колоніальну еру (1910—1945). Управління культурної спадщини Південної Кореї використовує цей термін для позначення народної традиції як важливої нематеріальної культурної спадщини. У 1980-х роках зросла опозиція з боку виконавців і вчених щодо його використання, оскільки колоніальна влада намагалася обмежити діяльність фермерів, щоб придушити його використання та значення серед колонізованих. Він також відомий під багатьма синонімами на всьому півострові.
Гра на барабанах є центральним елементом пхунмулю. Кожну групу очолює виконавець з kkwaenggwari (RR-ggwaenggwari) (маленький ручний гонг), і включає принаймні одну особу, яка грає на чангу (барабан пісочного годинника), бук (барабан із бочонками) та цзін (гонг). Духові інструменти (тепьонсо, також відомі як ходжок, сенап або наларі) іноді грають разом із барабанщиками.
Слідом за барабанщиками йдуть танцюристи, які часто грають на сого (маленький барабан без достатнього резонансу, щоб істотно сприяти звуковому ландшафту) і, як правило, мають більш складну — навіть акробатичну — хореографію, особливо якщо танцюристи з сого також маніпулюють стрічкою санмо в головних уборах. У деяких регіональних типах пхунмуль джапсаек (актори), одягнені як карикатури на традиційні сільські ролі, блукають, щоб зацікавити глядачів, стираючи межі між виконавцями та глядачами. Міньо (народні пісні) і співи іноді включають у пхунмуль, і глядачі захоплено співають і танцюють. Більшість мінйо налаштовано на барабанні удари в одному з кількох джангдан (ритмічних моделей), які є спільними для пхунмулю, сандзьо, п'ансорі (RR-пансорі) та інших традиційних корейських музичних жанрів.
Виконавці пхунмулю вдягнені в різноманітні барвисті костюми. Найпоширенішим головним убором є квітчастий варіант буддійського ґоккала. У просунутій трупі всі виконавці можуть носити санмо, які є капелюхами з довгою стрічкою, прикріпленою до них, які виконавці можуть обертати та перекидати складними візерунками за рахунок згинання колін.
Пхунмуль був доданий до списку нематеріальної культурної спадщини ЮНЕСКО як «Чосонджок Нонгак» Китаєм у 2009 році та Південною Кореєю в листопаді 2014 року.

## Класифікація
Пхунмуль (кор.: хангиль: 풍물, ханча: 風物) уперше було визнано важливою нематеріальною культурною спадщиною у 1966 році під назвою nongak sipicha (농악십이차, «дванадцять частин фермерської музики»). Позначення було змінено на просто nongak у 1980-х роках, щоб врахувати регіональні варіації. Управління культурної спадщини наразі визнає п'ять регіональних стилів традиції, кожен із яких названо за своїм центром діяльності, під номером «Важлива нематеріальна культурна спадщина». 11: Джіндзю Самчхонпо нонак, з провінції Південна Кьонсан (визначений у 1966 році); Pyeongtaek nongak, із провінції Кьонгі (1985); Ірі нонак із провінції Північна Чолла (1985); Gangneung nongak, із провінції Канвон (1985); та Імсіль Пілбонг нонак із провінції Північна Чолла (1988). Кожен стиль унікальний у своєму підході до ритмів, костюмів, інструментів і філософії виконання: Jinju Samcheonpo для Yeongnam (영남), Пхьонтхек для утдарі (웃다리), Iri для honam udo (호남우도), Каннин для Yeongdong (영동), і Імсіль Пілбонг для honam jwado (호남좌도).
Більшість наукових праць про пхунмуль зосереджуються на двох різних стилях, які є в регіоні Хонам, що охоплює дві провінції Чолла. У цьому регіоні позначення jwado (ліворуч) для Imsil Pilbong та udo (праворуч) для Iri визначаються відповідно до геомантичних принципів. Дивлячись на південь від «центру» (Сеул, столиця), udo означає «праворуч», а jwado — «ліворуч». Порівняльні дослідження двох стилів спричинили розвиток стереотипів серед професійних груп. Хонам джвадо став відомий своїми різноманітними формами та швидкими ритмічними моделями, тоді як хонам удо зазвичай вважався повільним, але витонченим ритмічним малюнком.

### Ранній розвиток

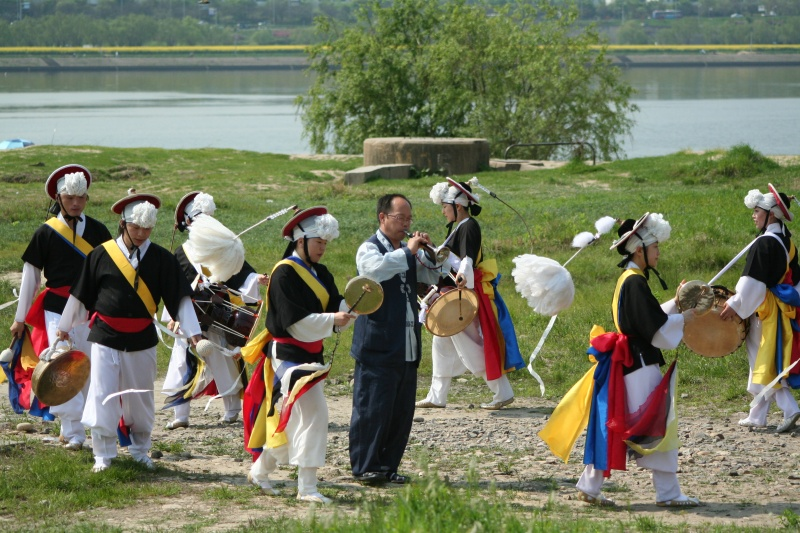

## Історія

### Придушення і хвилювання
Під час династії Чосон ця народна традиція була основним способом музичного вираження для більшості населення. Чимало вчених і виконавців сьогодні стверджують, що термін нонак (кор.: хангиль: 농악, ханча: 農樂) було введено в епоху японської колонізації, щоб придушити його широке використання та значення серед корейського населення.

### Відродження
Справжня громадська підтримка пхунмулю незначно покращилася за десятиліття після його визнання та фінансової підтримки з боку уряду. Серед корейців, які відмовилися від своїх традиційних звичаїв після переїзду в міста, не було інтересу. Це явище було пов'язане з появою концертних залів у західному стилі та зростанням популярності західної класичної та популярної музики.

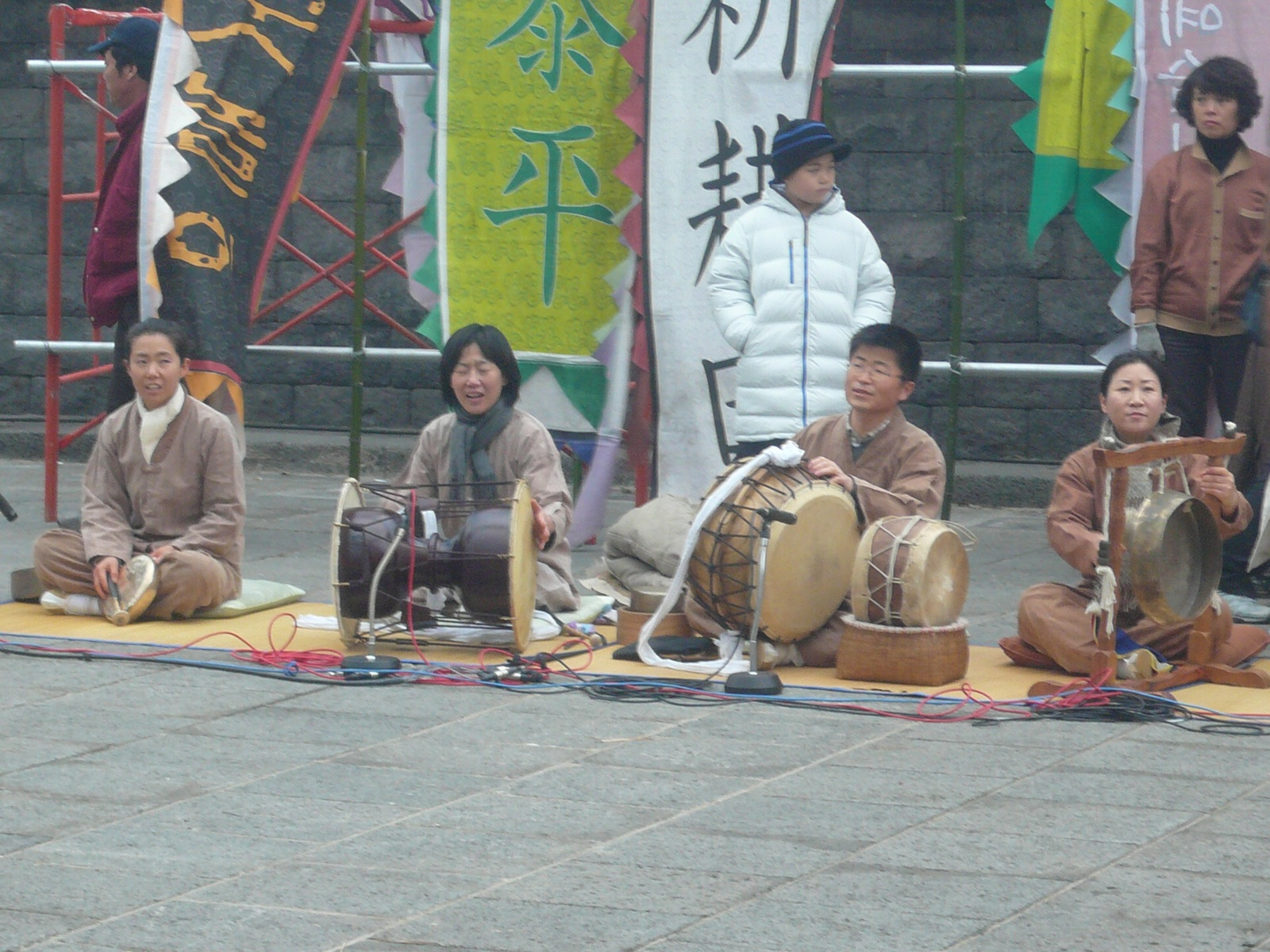
Самул норі, на відміну від традиційного пхунмулю, виконується в положенні сидячи.

У 1977 році видатний архітектор Кім Су Гин спроектував Konggansarang (공간사랑), виставковий зал для традиційної корейської музики та танцю, розташований у столиці, і запросив артистів і вчених для організації його заходів. Під час першого сольного концерту центру вистави в лютому 1978 року група з чотирьох чоловіків на чолі з Кім Дук Су та Кім Йон Бе, обидва нащадки членів трупи намсаданг, виконала імпровізовану аранжування Pyeongtaek (utdari) пхунмуль із кожною з його чотирьох основних інструментів. На відміну від традиційного пхунмулю, цей виступ проводився сидячи обличчям до глядачів і демонстрував різноманітні ритми з великою гнучкістю. Його добре прийняли глядачі, і через три місяці відбулася друга вистава. Фольклорист Сім У Сон, який познайомив обох чоловіків із клубом Konggansarang, назвав групу Самул Норі (кор.: хангиль: 사물놀이, ханча: 四物놀이), що означає «гра чотирма предметами». Самуль норі згодом став позначати цілий жанр, оскільки навчальні заклади та ансамблі були засновані по всій Південній Кореї та Японії. Використання терміна нонак було збережено, щоб відрізнити традиційний пхунмуль від цієї нової сценічної та урбанізованої форми.

## Музика

### Інструменти

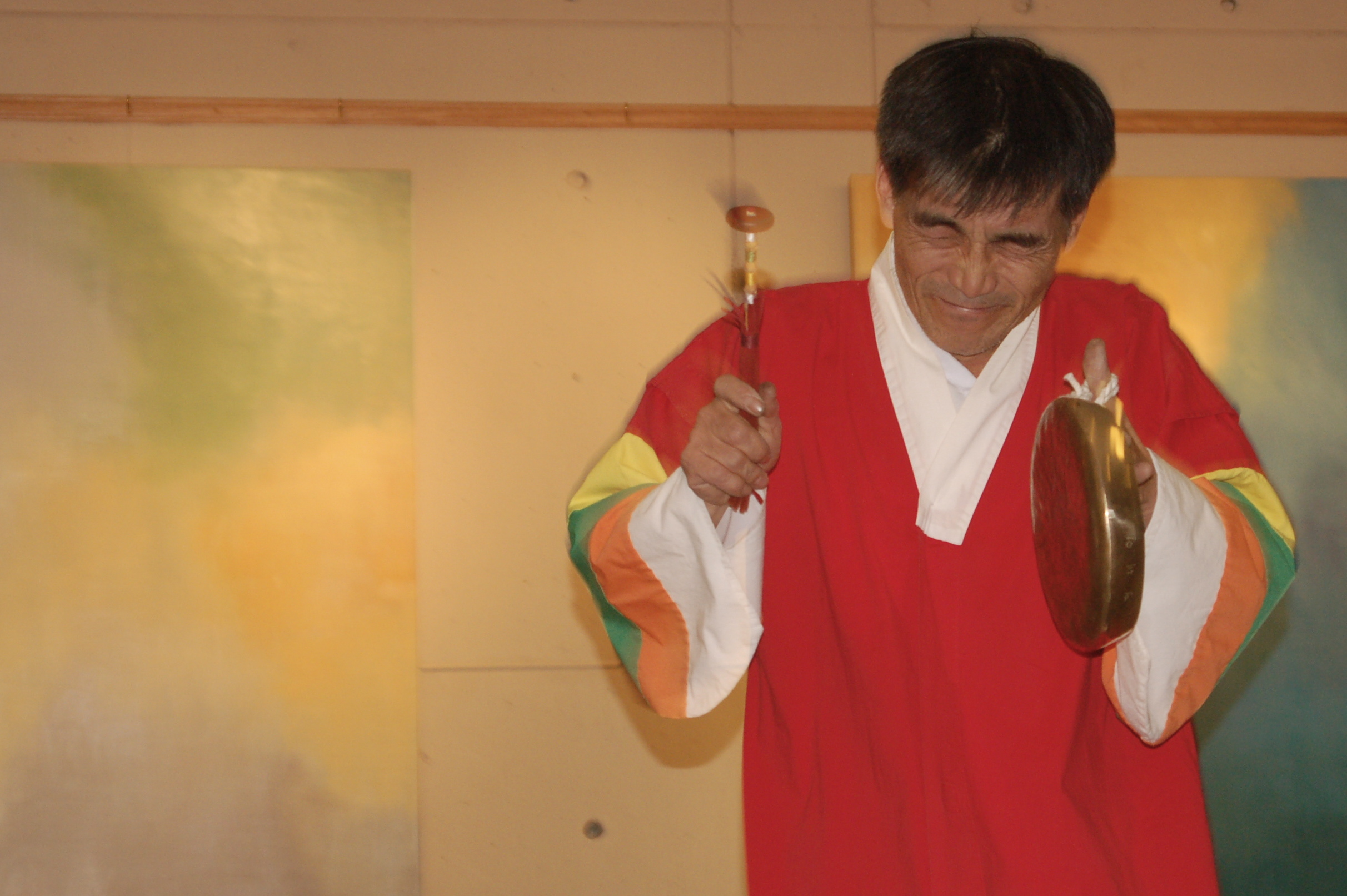
Більшість сучасних гравців на сое тримають інструмент у лівій руці, підвішуючи його за перший або великий палець.

Загалом для гри в пхунмулі використовуються 5 основних інструментів. Є kkwaenggwari (RR-ggwaenggwari) (маленький ручний гонг), чангу (барабан пісочного годинника), бук (барабан із бочонком), а також цзін (гонг) і сого.
Усі вони відрізняються стилем гри, звуками та групою гри на кожному інструменті. Але всі вони видають звук одночасно.
Перший гравець у кожній групі на інструментах називається «су» або «сан». (наприклад, «sang soe» (інше слово від kkwaenggwari), "sue чангу (те саме, що sang чангу), «sue бук», «sue bukku (які грають із sogo)»).

## Танець
У пхунмулі елементи танцю ще більше поглиблюють художні та естетичні характеристики пхунмулю як інтегрованого жанру.
Танець пхунмуль не відхиляється від взаємозв'язку та балансу з елементами, що становлять пхунмуль, але також тісно гармонує з музикою.
Танець має систему індивідуальної будови тіла, таку як Witt-Noleum (윗놀음, верхнє виконання) і Bal-Noleum (발놀음, робота ніг), а також систему образного вираження, у якій індивіди стають об'єктами для завершення групи.
Розподіляють за формою танцю та складом персоналу.
- Груповий танець (군무 [群舞]): Jinpuri (진풀이, різноманітні формації представлені під час виступу)
- Самотній танець (독무 [獨舞]): Sangsoe Noleum (상쇠놀음, сольний виступ ведучого невеликого виконавця в гонг), Sangmonori (상모놀이, виступ із обертанням у капелюсі), Suljanggu Noleum (виконання на барабані у формі пісочного годинника), Sogo Noleum (소고놀음, виконання на маленькому барабані з ручкою)
- Танець Japsaek (잡색 [雜色, букв. змішаних кольорів]): член трупи пхунмуль, одягнений як певний персонаж, який розігрує різноманітні сценки. Усі вислови є результатом рольового самоаналізу.

### Костюмування

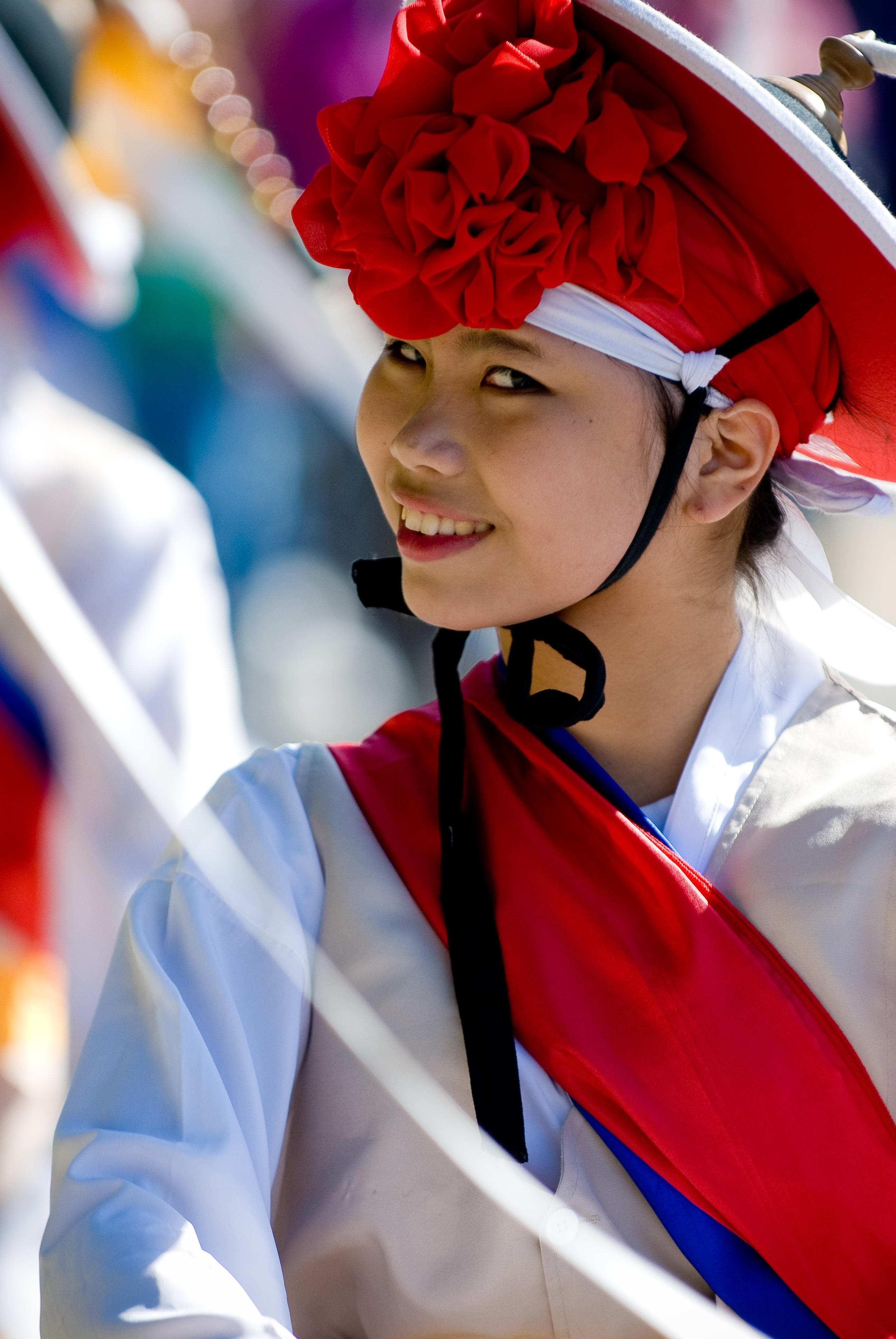
Яскраві тканинні пояси часто приписують пхунмулю корені з шаманізмом.

### Формації

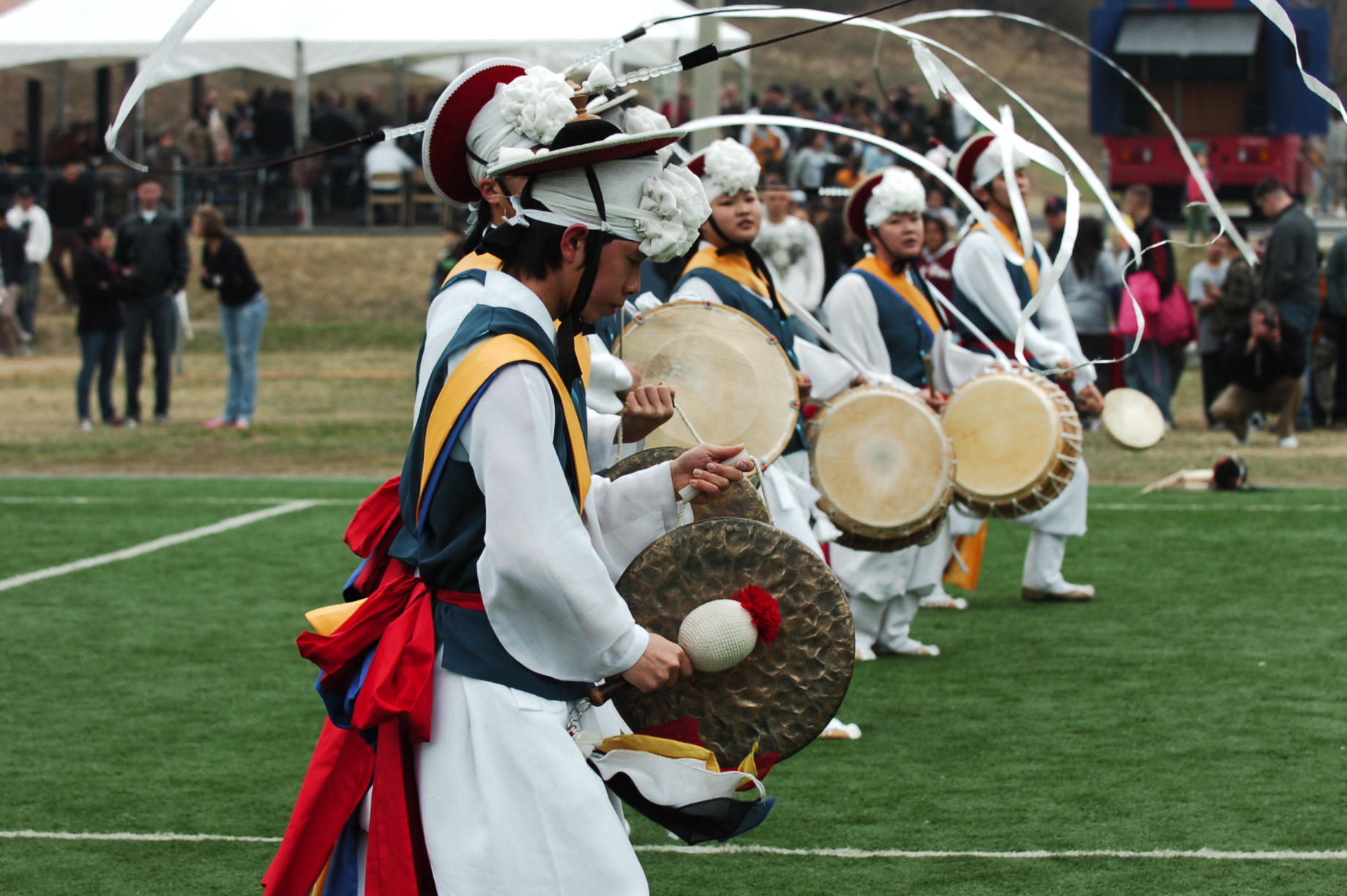
Хореографія всього ансамблю рідко отримує таку ж увагу чи перевірку, як маніпуляції з капелюхами.

## Міжнародне представлення
Пхунмуль виконують декілька міжнародних спільнот, особливо корейці, які живуть за кордоном.
Деякі танцювальні дії, пов'язані з пхунмулем, які виконують етнічні корейці, що живуть у Китаї, відомі як «фермерський танець етнічних корейців» (корейською: 조선족 농악 무, ханча:朝鮮族農樂舞, Chosŏnjok nongak-mu), були представлені як культурна спадщина ЮНЕСКО.
Пхунмуль також виконували численні корейсько-американські громади в Сполучених Штатах, включаючи Окленд, Лос-Анджелес, Чикаго, Нью-Йорк і Балтимор.
Коледжні групи також існують в Університеті Каліфорнії (Берклі, Лос-Анджелес, Девіс, Сан-Дієго, Санта-Барбара, Ірвайн), Університеті Мічигану, Енн-Арбор, Університеті Стоуні-Брук, Колумбійському університеті, Нью-Йоркському університеті, Массачусетському технологічному інституті, Гарвардському університеті, Єльському університеті, Чиказькому університеті, Університеті Пенсільванії, Корнелльському університеті, Каліфорнійському технологічному інституті, Університеті Іллінойсу в Урбана-Шампейн, Університеті Баффало, Університеті Бінгемтона, Університеті Сиракуз, Стенфордському університеті, Університеті Торонто, Університеті Брауна, Оксфордському університет тощо, Далекосхідному федеральному університеті.

## Становлення пхунмулю в американському суспільстві

### Перший етап (1985—1989)
Історія пхунмулю у Сполучених Штатах тісно пов'язана з історією активізму корейських американців. Численні засновники цих організацій брали активну участь або симпатизували корейським політичним конфліктам. Важливо відзначити, що всі ці корейські виразні стилі були поширеними протягом 1970-х і 1980-х років, рух Minjung Munhwa, який охопив університетські містечка Південної Кореї. Багато з ранніх організацій пхунмулю виникли як культурний підрозділ більшої організації (зазвичай політичної) або стали її частиною незабаром після створення. У 1985 році в Нью-Йорку була створена Binari, а Sori — створена на базі Каліфорнійського університету в Берклі. Іл-ква-Норі з Корейсько-американського ресурсно-культурного центру в Чикаго, також є філією NAKASEC, заснованої в 1988 році. Шінмёнпае з громадської організації Урі Мунхва Чатківе в 1990 році.
У 1970-х і 1980-х роках декілька корейців залишалися в США на тривалий період часу, щоб допомогти створити організації пхунмулю і поширювати його вчення. Кім Бонг Чжун, корейський художник, відомий своїми картинами та гравюрами, натхненними фольклором, був одним із таких людей. Багато людей були змушені переглянути свою участь у корейсько-американських зв'язках через такі проблеми, як возз'єднання та інформація про повстання Кванджу.

### Друга фаза (1990— дотепер)
Ї Чон Хун, корейський міністр, який відвідав Сполучені Штати в 1990 і 1991 роках, є ще однією постаттю, якого багато хто вважає важливим давнім практиком пхунмулю. Під час свого туру Ї Чон Хун відвідав Лос-Анджелес, Нью-Йорк і KYCC в Окленді. Він брав участь у створенні групи Куткорі в Гарварді. Він також надав матеріали для читання та навчальні матеріали на тему «Пхунмуль», «Міньйо» та «Пісні про рух». Звичайна коледжна група з пхунмулю нараховує в середньому 15-20 членів, тоді як деякі організації складаються з менш ніж 10 і навіть від 30 до 35 членів. HanUllim (Університет Каліфорнії/Лос-Анджелес), Karakmadang (Університет Іллінойсу), Hansori (Массачусетський технологічний інститут), NyuRi (Університет Нью-Йорка) і Loose Roots (Університет Чикаго) — лише деякі з груп початку 1990-х років. Інші форми клубів за спеціальними інтересами з'явилися в Сполучених Штатах, привносячи більше різноманітності в спільноту студентів пхунмулю. Групи були засновані й для усиновлених корейців та активістів, а також людей похилого віку, дітей, членів католицької церкви та людей у віці від тридцяти до сорока, це лише деякі з них.